# Дукат (футбольный клуб)
«Дукат» — советский футбольный клуб из Москвы. На всесоюзном уровне не выступал.

## История
Футбольные команды при табачной фабрике «Дукат» появилась в 1926 году. Табачная фабрика «Дукат» была основана летом 1891 года. И была одним из крупнейших предприятий в Москве, и спорту на ней в 20-е и 30-е годы уделялось немало внимания. Первый спортивный кружок при фабрике «Дукат» появился в 1922 году и относился к обществу «Муравей». Фабричные спортивные кружки с 1925 года относились к «Союзу пищевиков» и располагались на стадионе Союза пищевиков имени Томского. Весной 1931 года «Дукат» берёт старт в чемпионате Краснопресненского района, а осенью играет во второй группе первенства Москвы. В апреле 1932 все ведущие футболисты «Промкооперации» перешли в «Дукат». К Егорову, Исакову, Литвейко, Суходаеву, Филиппову, уже год обитавшим в команде табачной фабрики, добавились братья Старостины, Поляков, Леута, Попов, Путилин, Чернов и другие. В 1932—1933 годах «Дукат» выступает в группе сильнейших, а с марта 1934 года выпадает из числа ведущих московских клубов, ибо большинство основных игроков весной возвращается в «Промкооперацию». История клуба тесно связана со знаменитым футбольным клубом «Спартак (Москва)».

## Достижения
- Чемпионат Москвы
- Вице-чемпион (1): 1933 (о)

## Известные игроки
- Анатолий Акимов
- Георгий Артемьев
- Пётр Артемьев
- Сергей Артемьев
- Борис Афанасьев
- Николай Баранов
- Сергей Егоров
- Матвей Зайцев
- Пётр Исаков
- Серафим Кривоносов
- Станислав Леута
- Евгений Москвин
- Александр Поляков
- Пётр Попов
- Гавриил Путилин
- Николай Разумовский
- Сергей Руднев
- Александр Старостин
- Андрей Старостин
- Николай Старостин
- Пётр Старостин
- Сергей Суходаев
- Михаил Сушков
- Иван Филиппов
- Борис Цирик
- Василий Чернов